# チャベリ

チャベリは、株式会社Gaiaxが開発し、2005年9月29日にリリースされたチャットサービスである。
2009年5月30日には同時接続者数5000名を記録するなど、当時ブラウザでの匿名チャットサービスとしては、最大規模であった。
途中、Gaiaxの子会社である株式会社カヨトコに運営が移管された後、2017年1月21日にコミュティア株式会社が買収し、現在にいたる。

## 利用環境
ブラウザ専用のプラットフォームのみ提供しており、iOS、Android共にアプリは存在しない。
なお、レスポンシブ対応しており、パソコン版もスマートフォン版も同じ環境で動作している。

## 歴史
2005年9月29日 - サービス開始
2007年12月10日 - 同時接続者数1000名を突破
2008年8月26日 - 同時接続者数2000名を突破
2009年5月30日 - 同時接続者数5000名を突破
2010年1月13日 - アバター機能を本格実装
2010年7月29日 - グループ機能を実装
2011年6月26日 - スマートフォンからの利用に対応したチャベリ2をリリース
2014年1月16日 - プロフィールの検索機能を実装
2014年5月23日 - アバター機能を提供終了
2017年1月21日 - コミュティア株式会社へ運営移管
2018年2月15日 - スマートフォン対応の新バージョンへシステムリニューアル
2019年11月14日 - ルーム名変更機能の再提供開始
2020年1月16日 - 画像投稿機能をリリース
2020年3月3日  -  無視機能をリリース
2020年3月16日 - メンション機能（＠名前指定）機能をリリース
2020年5月11日 - YouTubeのシェア機能をリリース
2020年6月1日   - 入室通知音の音の種類が変更可能に
2020年8月17日 - 文字色のカスタマイズが可能に
2020年9月29日 - 15周年突破

## キャラクター

### にゃぁ
にゃあは猫のキャラクターであり、チャベリ唯一のキャラクターでもある。旧バージョンのシステムでは、ロゴに採用されていたが、現在は、チャットルーム内のアイコンとしてのみ存在している。

## 特徴
ソフトのインストールや会員登録やログインはなく、ブラウザよりアクセスするだけで利用できる。完全匿名であり、不特定多数のユーザーとのコミュニケーションが可能。テキストは常にリアルタイムで更新される。チャットルームは固定で常設されており、自分でチャットルームを作成したり、プライベートなチャットルームを持つことはできない。

## 主な機能

### 公式ルーム・フリールーム
チャットルームは常設固定となっているが、2つの種類に分類される。ページ上半分は公式ルームと呼ばれ、主に年代別にルームが設置されている。公式ルームのルーム名は、常に固定である。ページ下半分はフリールームと呼ばれ、ルームのオーナー権限によって、「年代」「レベル」「テーマ」の3つの項目を、予め用意された選択肢を組み合わせることによって、カスタマイズすることができる。

### オーナー
すべてのルームは、最初の参加者がオーナーとなる。オーナーには、オーナー権限という特別な権限が付与される。具体的には、他の参加者にオーナー権限を移譲する、他の参加者を強制的に退室させる、フリールーム名をカスタマイズする、PRメッセージを掲載する、などである。

### PRメッセージ
フリールームでは、オーナーにより、チャットルームを宣伝するための短いメッセージを掲載することができる。メッセージは新着順にトップページに掲載される。なお、健全性を保つため、禁止語句は非常に多く設定されており、なかなかメッセージの掲載が許可されないケースが散見される。

### 強制退室
荒らし行為を行うユーザーに対する対処を、ルームオーナーが行うために用意されている。これはオーナー単独の判断で実行でき、強制的にチャットルームから追い出される。強制退室されたユーザーは一定時間再入室できない。なお、オーナー自体が荒らし行為を行う場合などに、場が荒れるケースも有り、運営側は、この権限の使用に関するガイドラインを掲示している。チャベリではオーナー権限を使い全ての人を強制退出させる行為が横行しています

### 無視
見たくない発言を繰り返すユーザーに対して、自分の画面でのみ、発言を非表示する機能。無視した相手には通知されない。また、無視した相手であっても、自分の発言は相手側に表示される。

### 名前
いわゆるチャット上で使用するニックネームのこと。ログインはないが、入力した名前はブラウザ側のCookieにより保存されるため、再訪時は、前回と同じ名前が維持される。

### ID
名前は他ユーザーとの重複が許可されているため、自分だと周囲に認知させるためのIDを名前に付加する形で作成することができる。1〜20文字までの任意の文字列を入力することで、一意に紐づく５桁の文字列がIDとして生成される。

### IDメモ
IDは意味をもたない英数字のみが表示されるため、記憶するのは難易度が高いことから、特定のIDを自分のブラウザ上でのみ登録し、備考としてメモを入力することが可能となっている。また、登録しているIDは、ブラウザ上で、オレンジ色の文字色で表示されるため、登録済みのIDのユーザーかどうかを識別しやすくなっている。なお、登録したことは相手には通知されない。また、同じユーザーであっても登録時と異なるIDに変更されている場合は、別のIDのユーザーとして扱われる。また、情報はブラウザ側にCookieで保存されるため、Cookieを消去したり、他のブラウザからアクセスした場合は、過去に登録したものは反映しない。

### ステータス
チャットルーム内で自分の現在の状態を表現することができる。「退席中」「ROM中」「仕事中」「電話中」等、予め用意された選択肢から任意の一つが設定できる。長時間発言しない場合などに、現在の状態を他のユーザーに周知するために利用される。

### 入室通知音
チャットルーム内に他のユーザーが入室した際に、音で通知する機能。チャットルームに入室した状態で、他のタブを開いている時などに、新規の参加者を見逃さないように提供されている。通知音は5種類から選択でき、また通知しない設定も可能。なお、本機能はPC版のみの提供となっている。

### アイコン
唯一のキャラクター「にゃあ」の13種類の表情から選択し、発言ができる。アイコンは常にその時選択している表情で、自分の発言とともに表示される。また、他のユーザーのものも含め、設定により自分の画面上でのみ非表示することもできる。

### 通報
チャットルーム内での荒らし行為に対して、運営への通報窓口が用意されている。通報への運営側の対応はリアルタイムではなく、また、通報への回答も行っていない。